# Panchlora itabirae
Panchlora itabirae är en kackerlacksart som beskrevs av Karlis Princis 1951. Panchlora itabirae ingår i släktet Panchlora och familjen jättekackerlackor. Inga underarter finns listade i Catalogue of Life.